# Sarajevski cvjetnik
Sarajevski cvjetnik (tur.: Gülşen-i saray) je bosanskohercegovački list tiskan u Sarajevu.

## Povijest
Sarajevski cvjetnik je list koji je izlazio u Sarajevu od 1868. do 1872. godine. Usporedni naslov je Gülşen-i saray. Bio je poluzvanični političko-književni list. Do 1870. godine urednik lista je bio Ignjat Sopron, a nakon toga, sve do gašenja lista, urednik je bio Mehmed Šakir Kurtćehajić. List je tiskan dvojezično, ćirilicom s jedne strane, na arapskom pismu turskim jezikom s druge strane lista. Izlazio u Sarajevu, tjedno, a tiskan u Vilajetskoj tiskari.

## Vanjske poveznice
- Kolekcije NUB BiH